# K-märkts modärna
K-märkts modärna är ett TV-program från Sveriges Television som startade 1995. I oktober 2015 hade programmet 136 000 tittare.